# Будагов, Юлиан Арамович
Юлиан Арамович Будагов (1932—2021) — российский физик, доктор физико-математических наук, профессор, главный научный сотрудник Лаборатории ядерных проблем им. В. П. Джелепова ОИЯИ.

## Биография
Родился 4 июля 1932 года.
Окончил МИФИ (1955).
С 1955 г. работал в Дубне: сначала — в секторе Венедикта Петровича Джелепова, затем — в Лаборатории ядерных проблем, с 1971 — зав. сектором.
Там же защитил диссертации:
- Метровая пропановая пузырьковая камера в магнитном поле 17000 эрстед и гидродинамика пузырьковых камер. 1885 [Текст] : Автореферат дис. на соискание учен. степени кандидата физ.-мат. наук / Объединен. ин-т ядерных исследований. — Дубна : [б. и.], 1964. — 21 с. : ил.
- Экспериментальное исследование свойств процессов распада Kl0-2П0, Кl0-2у, К0l-3П0, Кl0-П+П-П0 Кl0-пlv и определение для СР-неинвариантного процесса Кl01-2П0 модуля амплитуды ?00 1-5214 [Текст] : Автореферат дис. на соискание ученой степени доктора физико-математических наук. (040) / Объедин. ин-т ядерных исследований. Лаборатория ядерных проблем. — Дубна : [б. и.], 1970. — 27 с. : граф.

Автор книги: Ионизационные измерения в физике высоких энергий. Юлиан Арамович Будагов. Энергоатомиздат, 1988 — Всего страниц: 223.
Публикации:
- Радиоактивные источники для калибровки адронного тайл-калориметра АТЛАС / Ю. Будагов, М. Кавалли-Сфорца, Ю. Иванюшенков и др. — Дубна : ОИЯИ, 1997. — 11 с. : ил.; 22 см. — (Сообщения Объединенного института ядерных исследований; Е13-97-104).
- Технология сборки модуля-0 барреля адронного калориметра установки АТЛАС / [Ю. Будагов, Ю. Кульчицкий, А. Лебедев и др.]. — Дубна : ОИЯИ, 1997. — 12 с. : ил.; 22 см. — (Сообщения Объединенного института ядерных исследований; Е13-97-23).
- Некоторое вспомогательное технологическое оборудование для манипуляций с субмодулем при сборке модуля адронного калориметра установки АТЛАС / Ю. Будагов, Ю. Кульчицкий, А. Лебедев и др. — Дубна : ОИЯИ, 1997. — 19 с. : ил.; 22 см. — (Сообщения Объединенного института ядерных исследований. ATLAS Internal Note; Е13-97-2; TILE-CAL-NO-90).
- Применение искусственных нейронных сетей для повышения эффективности разделения изолированных p-мезонов и мюонов с малым поперечным импульсом в адронном калориметре ATLAS / А. Аствацатуров, Ю. Будагов, И. Чириков-Зорин и др. — Дубна : ОИЯИ, 1995. — 20 с. : ил.; 22 см. — (Сообщения Объединенного института ядерных исследований; Е10-95-476).

Награды:
- 1996 — медаль ордена «За заслуги перед Отечеством» II степени.
- 24.01.2018 медаль ордена «За заслуги перед Отечеством» I степени.

Жена — Будагова, Людмила Норайровна (1932—2022) — дочь Н. М. Сисакяна, филолог, доктор филологических наук, профессор, руководитель Отдела истории славянских литератур Института славяноведения РАН.
Скончался 30 декабря 2021 года. Похоронен на Большеволжском кладбище г. Дубна.